# Tren de San Feliu de Guíxols a Gerona
El tren de San Feliu de Guíxols a Gerona fue una línea de ferrocarril de vía estrecha creada por la Compañía Anónima del Ferrocarril de San Feliu de Guíxols a Gerona y unía las ciudades de San Feliu de Guíxols y Gerona desde su inauguración el 29 de junio de 1892 hasta su clausura el 10 de abril de 1969.

## Historia

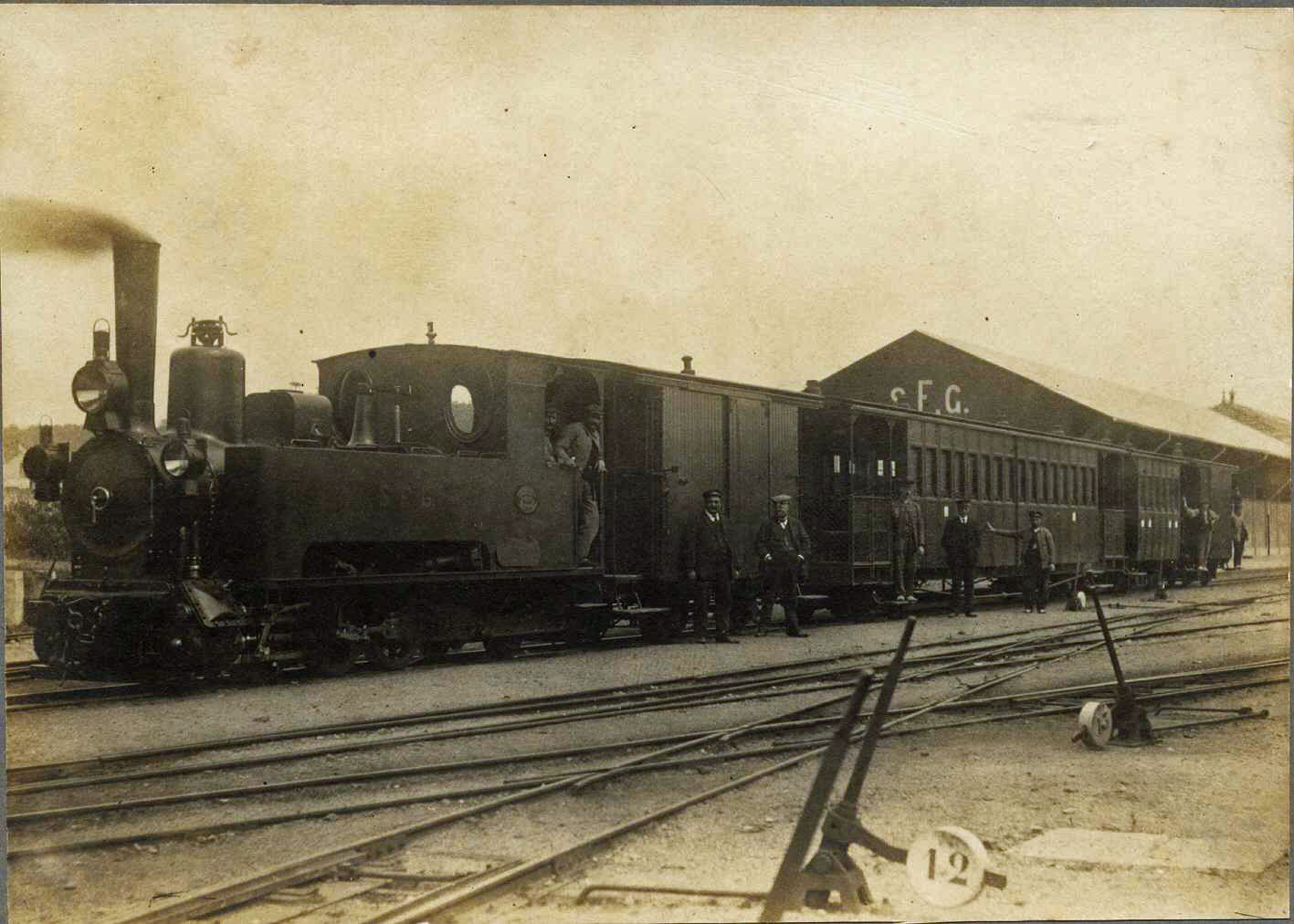
Alrededor de 1900. Tren parado a la salida de San Feliu para posar en la foto.

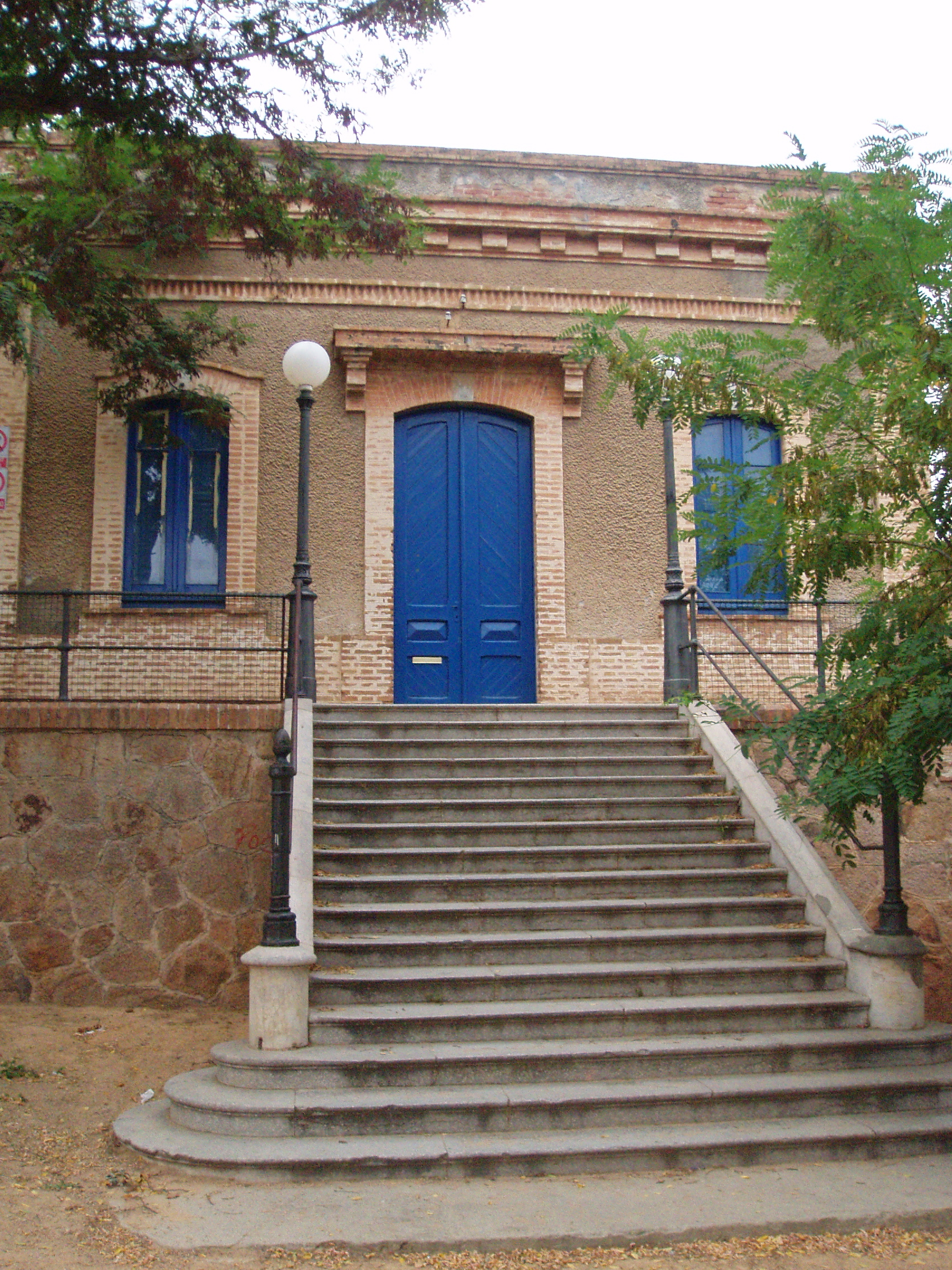
La antigua estación de San Feliu, actualmente reconvertida en escuela

El 4 de mayo de 1888 Juan Casas y Arxer obtuvo la concesión de la línea de ferrocarril de San Feliu de Guíxols a Gerona, y se creó el 15 de abril de 1889 la Compañía Anónima del Ferrocarril de San Felíu de Guíxols a Gerona. Se consideró de utilidad pública pero no recibió ninguna subvención del Estado. Era de ancho de 750 mm., hecho que provocó muchas críticas en la comarca a partir de 1888, pero prevalecieron los motivos técnicos. Gracias a eso la línea no tiene túneles y sólo cuatro puentes metálicos y uno de mampostería; pero a cambio de 82 curvas, algunas de radio inferior a 80 metros, lo que hacía que un 36% de la longitud total de la línea fueran curvas, sobre el total de 39,1 km.
La línea fue inaugurada el 29 de junio de 1892. En aquellos años el parque móvil era de 4 locomotoras de vapor del tipo 0-3-1 fabricadas en Alemania por Lokomotivfabrik Krauss & Cie A.G., 15 coches de pasajeros de dos ejes con caja de madera, 4 furgones también de dos ejes y 63 vagones de carga de dos ejes. Todos fueron fabricados, también en Alemania, por la empresa Maschinenbau-AG de Núremberg, parte de los cuales llegó en 1895 debido a un tratado con Alemania. El resto de material se pidió hacia 1904, y constaba de una locomotora, 2 furgones y 15 vagones. Para albergar todo se edificó el depósito de locomotoras de San Feliu. Ese año también se construyó el puerto de San Feliu.
El 16 de noviembre de 1908 hubo unos fuertes aguaceros que dejaron fuertes desperfectos en la línea, especialmente en los puentes.
A partir de 1915 crece el tráfico con el puerto de San Feliu, por lo que en 1918 se compran 13 nuevos vagones plataforma de mercancías. Para ello se pidió hacer un ramal al puerto de San Feliu que se autorizó en agosto de aquel año y que se terminó en 1924.
En los años veinte del siglo pasado se hizo una nueva inversión en material, que consistía en dos locomotoras más grandes, de rodaje 0-4-1 y 17 vagones de bogies. Mientras las locomotoras no dieron el servicio esperado, el paso de los coches y vagones de ejes a bogies resultó muy provechoso. De esta manera, hacia 1927 se llegó a obtener el máximo tráfico de mercancías 52.114 tm.
Durante la guerra civil española el tren funcionó con toda normalidad porque pasó a depender de un Comité regional de ferrocarriles. Al final de la guerra los republicanos volaron el puente sobre la riera Verneda y dejaron la línea partida por la mitdad, hasta que en 1940 se terminó el nuevo puente. Después de la guerra la empresa tuvo problemas de liquidez. Este capítulo, junto con el progresivo aumento del tráfico, sobre todo de pasajeros, que llegó a 508.306 en 1946, hizo que se incorporara una locomotora que había trabajado en el Tranvía del Bajo Ampurdán y que se encontraba en el ferrocarril de Valdepeñas a Puertollano. Esta fue la única incursión diésel en un mundo dominado por la tracción a vapor en el Tren de San Feliu.
En 1947 se solicita una subvención al Estado. Pero fue el 21 de abril de 1949 que el Estado promulga una Ley de ayuda a los ferrocarriles de vía estrecha, cuando se acomete un plan de modernización en el que contaba una estación compartida con la Compañía del Ferrocarril Olot-Gerona. A pesar de eso, el tráfico de ferrocarril decrece en favor de la carretera, lo que hace que en 1951 se pida una nueva subvención, y que en 1953 se alquilen las dos locomotoras más modernas 11 y 12 a una fábrica de Mieras, que posteriormente las compró en 1957. Ese mismo año se cerraba definitivamente el Tranvía del Bajo Ampurdán, que iba de Palamós a Gerona.
En 1963 la compañía pasó a depender de la Explotación de Ferrocarriles por el Estado (EFE). Durante este periodo llegaron dos locomotoras muy parecidas a las que tenía en funcionamiento, que fueron fabricadas por Krauss para el ferrocarril de Onda al Grao de Castellón (se quedaron con los números de origen 5 y 7, aunque el número 5 estuviera repetido) que no tuvieron mucha aceptación por el complicado sistema Compound de vapor de alta y baja expansión que hacía difícil su conducción y mantenimiento, y coches de pasajeros que tenían la particularidad de tener una puerta en medio del vagón, y tenían la disposición de asientos del tipo tranvía. 
El ferrocarril, considerado poco rentable, fue clausurado el 10 de abril de 1969.
Pero a pesar de todo los habitantes de San Feliu no perdieron la esperanza de volver a abrir el tren y el material se quedó almacenado durante mucho tiempo, llegando hasta nuestros días todas las locomotoras que acabaron el servicio y algunos furgones y coches de pasajeros de la primera época. Sólo la locomotora número 3, que estaba en una gran reparación fuera de San Feliu no se pudo recuperar y se perdió. Pero incluso toda la documentación del ferrocarril fue salvada del olvido y está a disposición de los estudiosos en el Archivo de San Feliu de Guíxols
A partir del año 2000 se comenzó a hacer servir el trazado del ferrocarril como vía verde. Es la llamada Vía Verde del Carrilet II (la Vía verde del Carrilet I es la del trazado del antiguo ferrocarril de Olot a Gerona, entre ambas se puede ir desde Olot a San Feliu pasando por Gerona).

## Trazado
La línea tenía dos estaciones principales que se llamaban de primera categoría, la de San Felíu de Guíxols, que era la de cabecera y la de Gerona que compartía con la línea de vía ancha de MZA, dos de segunda categoría en Cassá de la Selva y Llagostera, tres de tercera categoría en Quart, Santa Cristina de Aro y Castillo de Aro y los apeaderos de La Crehueta (barrio de Gerona), Llambillas y La Font Picant. Había dos puntos de parada sin andén que daban servicio a los barrios de Esclet y Llebrers. En los últimos años, el boom de la playa hizo que se creara un apeadero en S'Agaró.
El carrilet tenía gran cantidad de rampas que no llegaban a las 19 milésimas. Y en la rampa de bajada hacia San Feliu salía la prolongación hacia el puerto de San Felíu de Guíxols, de uso exclusivo para mercancías, que entró en servicio en 1924.

## Material Preservado

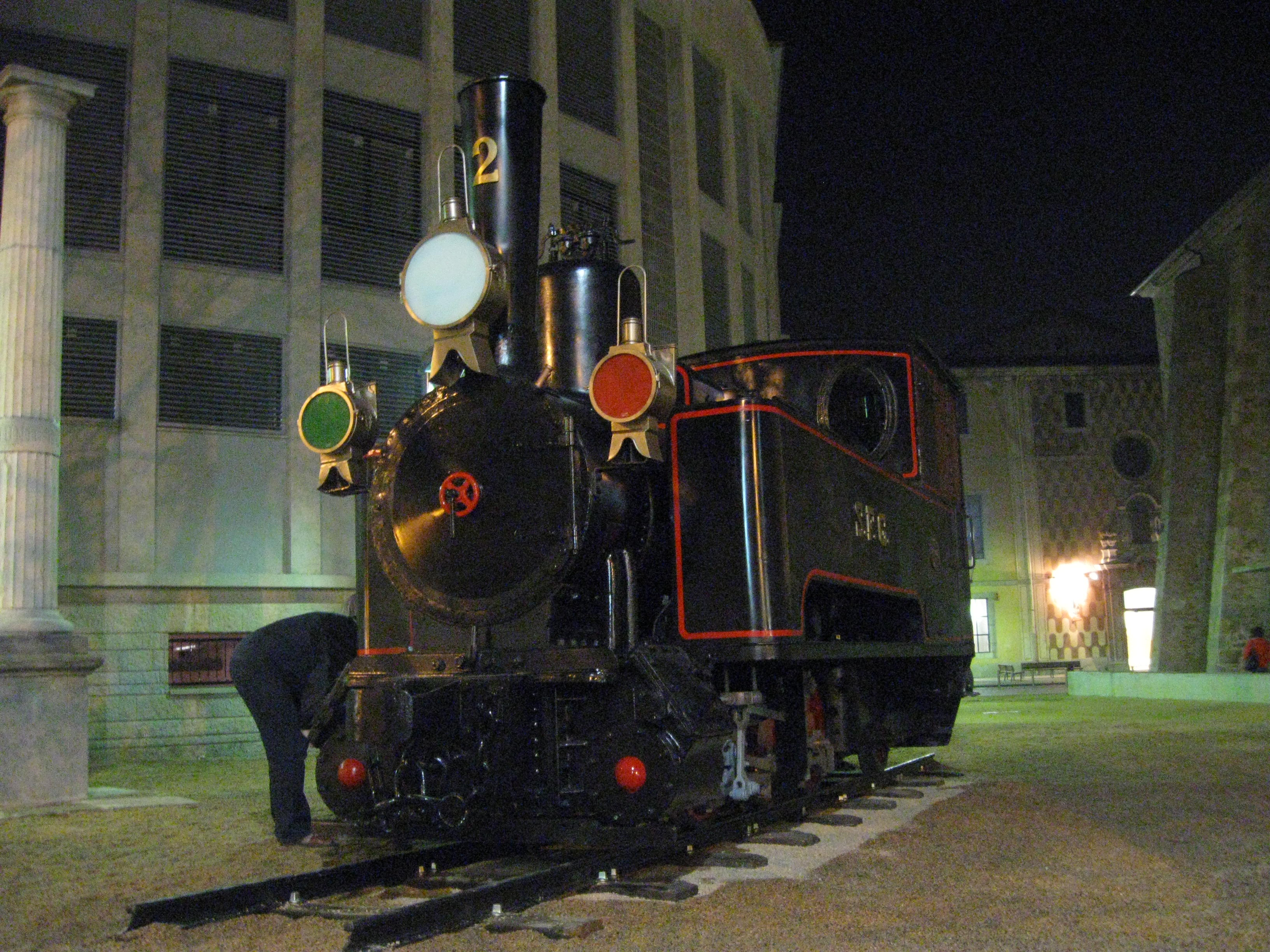
Locomotora SFG 2 expuesta actualmente en la plaza del Hospital de Gerona

Debido a que el material no estuvo nunca a disposición de FEVE se han preservado 6 locomotoras de vapor y una locomotora diésel de línea y algunos coches de ejes. Además casi todas las estaciones han sido preservadas por sus respectivos ayuntamientos, incluso el Consorcio de las vías verdes de Gerona ha preservado el recorrido como Vía verde del Carrilet II.
Las locomotoras de vapor fueron construidas en Alemania por la firma Lokomotivfabrik Krauss&Cie A.G. de Múnich los años 1889 y 1905, son del tipo 0-3-1 T con bisel posterior y dieron muy buen resultado a pesar de tener una potencia de 157 HP.
La locomotora diésel de tres ejes fue fabricada para el tranvía del Bajo Ampurdán (Palamós-Gerona), después fue trasladada al ferrocarril de Valdepeñas a Puertollano, desde donde retornó al tren de San Feliu. Su potencia fue de 90 y 130 HP. Aunque era potente sólo hizo maniobras en Cassá de la Selva y Llagostera hasta que se le rompió la transmisión.
Actualmente están preservadas:
- Las locomotoras 1 y 4 en San Feliu de Guíxols, expuesta la número 1 en el Museo de las Vías verdes (Puerto de San Felíu).
- La locomotora 2 en Gerona, actualmente expuesta en la plaza del Hospital.
- La locomotora 5 en Castell d'Aro en el parque de la antigua estación y circuito del Trenet de la Vall d'Aro.
- La locomotora 6 en Cassá de la Selva, en casa de un particular, pero visible desde la calle.
- La locomotora 7 del OG en la estación de Fornells de la Selva, junto con un vagón del ferrocarril Olot-Gerona.
- La locomotora diésel 20 en San Feliu de Guíxols, no expuesta y para ser restaurada.

La mayoría de los vagones preservados pertenecen a la primera época debido a que tenían la carrocería de madera. Hay vagones restaurados que acompañan a las locomotoras en Cassá de la Selva y San Feliu de Guíxols. El resto del material motor y móvil se ha perdido por desguazado.